# Mackenziejeva reka
Mackenziejeva reka (angleško Mackenzie River, francosko Le fleuve Mackenzie) je reka, ki skupaj s Suženjsko reko ter rekama Peace in Finlay tvori največje porečje v Kanadi, medtem ko je na severnoameriški celini od tega porečja večje le porečje Misisipija.
Mackenziejeva reka teče skozi razsežno in redko poseljeno območje tajge in tundre. Celotno porečje leži znotraj meja Kanade. Glavna struga je v Severozahodnih teritorijih, medtem ko so pritoki tudi na ozemljih zveznega teritorija Jukon ter zveznih provinc Britanska Kolumbija, Alberta in Saskatchewan.
Glavna struga Mackenziejeve reke je dolga 1783 kilometrov. Poteka v smeri severa in severozahoda iz Velikega suženjskega jezera do Beaufortovega morja, ki je del Arktičnega oceana. Ustje je v obliki obsežne delte. Izvir celotnega porečja je jezero Thutade v notranjosti Britanske Kolumbije. Osrednji vodotok porečja do izliva v jezero Athabasca predstavljata reki Finlay in Peace, med jezerom Athabasca in Velikim suženjskim jezerom je glavni vodotok Suženjska reka, nato pa iz Velikega suženjskega jezera izhaja glavna struga Mackenziejeve reke. Skupna dolžina vseh osrednjih vodotokov, od izvira reke Finlay do Mackenziejeve delte, je 4241 kilometrov. S to dolžino je glavni tok celotnega porečja Mackenziejeve reke trinajsti najdaljši na svetu. S skupno površino 1.805.200 km² je porečje Mackenziejeve reke največje porečje, ki se iz Severne Amerike izliva v Arktični ocean.
Staroselci so Mackenziejevo reko v svojih jezikih večinoma poimenovali »Velika reka« (v slavejščini Deh Cho, v zahodni kanadski inuktituščini Kuukpak). Območje v bližini njene glavne struge so poselili več tisoč let pred prihodom Evropejcev, ki so v zgodnjih letih to reko uporabljali kot pomembno vodno pot proti severnemu delu notranjosti Kanade. V evropskih jezikih je bila poimenovana po škotskem raziskovalcu Alexandru Mackenzieju, ki je leta 1789 plul po njej v upanju, da bo našel vodno pot do Tihega oceana. Ko je priplul do delte in Arktičnega oceana, naj bi reko opisal kot »Reko razočaranja« (angleško Disappointment River).
Razvoj gospodarstva v bližini glavne struge Mackenziejeve reke se je začel v 19. stoletju in ostaja počasen. Prvotna panoga je bila prodaja kožuhov, vendar je bila ta dejavnost zaradi ostrega podnebja v času zime od začetka mogoča le v omejenem obsegu. V 20. letih 20. stoletja so v južnih predelih porečja odkrili uran, zlato, svinec in cink, kar je prispevalo k ustanovitvi industrije, naselij in manjših mest, kot je Norman Wells. Danes v južnih predelih porečja obstajata tudi kmetijstvo in hidroelektrarne.

## Geografija

### Izvir in južni del porečja
Mackenziejeva reka se s svojimi številnimi pritoki razteza na kanadskem ozemlju, ki vključuje zvezne province Britanska Kolumbija, Alberta in Saskatchewan ter zvezni teritorij Jukon in Severozahodne teritorije. Glavna struga je le znotraj Severozahodnih teritorijev.
Izvir celotnega porečja Mackenziejeve reke je jezero Thutade v severnem delu notranjosti Britanske Kolumbije. Iz tega jezera izvira manjše porečje, katerega glavni reki sta Finlay in Peace s skupno dolžino 1923 kilometrov. Porečje rek Finlay in Peace iz Britanske Kolumbije prehaja na ozemlje sosednje province Alberta. V Narodnem parku Jasper v jugozahodni Alberti izvira še reka Athabasca, ki meri 1231 kilometrov v dolžino in predstavlja osrednjo reko tretjega manjšega porečja v južnih predelih porečja Mackenziejeve reke. Znotraj meja Alberte sta porečje rek Finlay in Peace ter porečje reke Athabasca eno glavnih vodnih območij v vzhodnih predelih pobočja Skalnega gorovja in osrednje prerije.
Sotočje rek Peace in Athabasca je znotraj obsežne notranje delte na severovzhodu Alberte in zahodni obali jezera Athabasca, ki leži ob meji med provincama Alberta in Saskatchewan. V jezero Athabasca se izlivajo tudi številni manjši pritoki, ki tečejo skozi Saskatchewan. Iz sotočja rek Peace in Athabasca nastane Suženjska reka, ki je dolga 415 kilometrov in teče proti severu.
Suženjska reka se izliva v Veliko suženjsko jezero v obliki delte, ki leži v bližini naselja Fort Resolution. Hkrati je največji pritok Velikega suženjskega jezera, saj prispeva približno 77 odstotkov dotoka vode vanj. Med manjše reke, ki se izlivajo v Veliko suženjsko jezero, štejejo Taltson, Lockhart in Hay.

### Glavna struga
Glavna struga Mackenziejeve reke izvira iz zahodnega dela Velikega suženjskega jezera, približno 150 kilometrov jugozahodno od glavnega mesta Severozahodnih teritorijev Yellowknife. Prvotno poteka proti zahodu in je široka več kilometrov. Najožji del leži v bližini naselja Fort Providence, kjer je široka približno 800 metrov. Na tej točki je v preteklosti poleti obratoval trajekt, pozimi pa je bila ledeni most. Približno deset kilometrov vzvodno je bil leta 2012 urejen stalni most, ki je omogočil varnejše prečkanje. To je še naprej edini stalni most, ki prečka glavno strugo Mackenziejeve reke.
Zahodno od naselja Fort Providence se Mackenziejeva reka zopet razširi. Na tem območju ima videz, ki je bolj podoben mokrišču kot reki. Proti zahodu teče še približno 100 kilometrov, nato pa se v bližini naselja Jean Marie River obrne proti severozahodu in znova postane ožja. Na tem območju najdemo številne brzice.
Največji pritok glavne struge Mackenziejeve reke je reka Liard, ki je dolga 1115 kilometrov in se izliva vanjo na levem bregu, v bližini naselja Fort Simpson. Reka Liard izvira na jugu Jukona in pred prihodom na ozemlje Severozahodnih teritorijev teče tudi skozi severne predele Britanske Kolumbije. S svojimi pritoki je večinoma gorska reka, ki v glavno strugo Mackenziejeve reke redno prinese velike količine sedimentov. Prineseni sedimenti se šele po približno 480 kilometrih nizvodno po Mackenziejevi reki popolnoma zmešajo z bistro vodo v njeni glavni strugi, zaradi česar je na tem območju očitna razlika med muljastim zahodnim in bistrim vzhodnim delom vodotoka.
Glavna struga Mackenziejeve reke se približno 100 kilometrov nizvodno od naselja Fort Simpson obrne proti severu. Na tej točki se vanjo na levem bregu izliva reka North Nahanni, ki izvira v Mackenziejevem gorovju in meri približno 200 kilometrov v dolžino. Glavna struga Mackenziejeve reke zatem nadaljuje svojo pot skozi dolino med Mackenziejevim gorovjem na zahodu in nižjimi vzpetinami Kanadskega ščita na vzhodu. Območje je večinoma neposeljeno in deloma prekrito z gozdovi. Pogosta so tudi mokrišča in številna jezerca.
Na levem bregu glavne struge Mackenziejeve reke sledi še nekaj pritokov. Med večje pritoke na tem območju štejejo reke Root, Redstone in Keele, vsaka dolga več sto kilometrov. Nekaj deset kilometrov severno od ustja reke Keele, ki je dolga 410 kilometrov, se glavna struga Mackenziejeve reke znova obrne proti severozahodu. Pri naselju Tulita na desnem bregu se vanjo izliva Velika medvedja reka, ki izvira iz Velikega medvedjega jezera in meri 113 kilometrov v dolžino.
Mackenziejeva reka nato v glavni strugi teče proti severozahodu. Nekaj deset kilometrov nizvodno na desnem bregu leži majhno mesto Norman Wells, ki je središče naftne industrije. Nizvodno od mesta Norman Wells se glavna struga razširi ter je široka tudi več kot šest kilometrov. Po približno 100 kilometrih se vanjo na levem bregu izliva reka Mountain, dolga približno 370 kilometrov, do naselja Fort Good Hope pa Mackenziejeva reka nekaj deset kilometrov znova teče proti severu.
Nizvodno od naselja Fort Good Hope je več kot 200 kilometrov glavne struge Mackenziejeve reke vijugasto in razvejano. Na tem območju poteka v smeri severozahoda ali zahoda. Naslednje naselje ob glavni strugi Mackenziejeve reke je Tsiigehtchic, ki leži na levem bregu. V neposredni bližini je ustje reke Arctic Red, ki je dolga 499 kilometrov. Nekaj deset kilometrov zahodno od naselja Tsiigehtchic je naselje Fort McPherson, ki leži na desnem bregu reke Peel ter je edino naselje ob njej. Reka Peel skupaj z reko Ogilvie, ki izvira v gorovjih v osrednjem Jukonu, predstavlja 684 kilometrov dolgo glavno strugo najsevernejšega manjšega porečja znotraj porečja Mackenziejeve reke. Sotočje reke Peel z glavno strugo Mackenziejeve reke je že znotraj Mackenziejeve delte.

### Mackenziejeva delta
Mackenziejeva delta se s svojimi številnimi razvejanimi strugami začne razprostirati približno 30 kilometrov severno od naselij Tsiigehtchic in Fort McPherson. Znotraj nje je tudi veliko število mokrišč in jezerc. Razteza se na površini približno 12.170 km² v obalni nižini Beaufortovega morja. V smeri s severa proti jugu je dolga več kot 190 kilometrov, ob obali Beaufortovega morja pa je široka približno 80 kilometrov. Gre za drugo največjo rečno delto celotnega arktičnega sveta. Večja je le delta reke Lena v Rusiji.
Mackenziejeva delta leži znotraj območja permafrosta. Še ena njena značilnost so številni grički, imenovani pingo, ki nastanejo zaradi kopičenja sedimentov na ledu. Znotraj Mackenziejeve delte obstaja približno 1400 pingojev, ki so lahko visoki do 70 metrov in široki do enega kilometra.
Najvzhodnejša struga znotraj Mackenziejeve delte ob izlivu v Beaufortovo morje leži nekaj deset kilometrov zahodno od naselja Tuktoyaktuk.

### Lastnosti porečja
Porečje Mackenziejeve reke se razprostira na površini 1.805.200 km² in zajema približno 20 odstotkov površine Kanade. Približno 980.000 km² oziroma 54 odstotkov skupne površine porečja Mackenziejeve reke leži severno od Velikega suženjskega jezera. Približno tri četrtine so znotraj območja permafrosta. Padavine so na območju celotnega porečja razmeroma redke. V gorskih predelih so bolj pogoste v primerjavi s predeli, ki so severno od severnega tečajnika.
Porečje Mackenziejeve reke meji na številna večja porečja severnoameriške celine. Zahodni predeli porečja Mackenziejeve reke so ob severnoameriški celinski razvodnici, ki ga ločuje od porečja reke Jukon, ki se izliva v Beringov preliv, ter porečij rek Fraser in Kolumbija, ki se izlivata v Tihi ocean. V nižinskih predelih severnega dela porečja Mackenziejeve reke najdemo razvodnice, ki ga ločujejo od porečij rek Anderson, Horton, Coppermine in Back, ki se izlivajo v Arktični ocean. Vzhodno od porečja Mackenziejeve reke sta porečji reke Thelon in Churchillove reke, ki se izlivata v Hudsonov zaliv. Južno od porečja Mackenziejeve reke leži porečje rek Saskatchewan in Nelson, ki je še eno porečje z izlivom v Hudsonov zaliv. Porečja rek, ki se izlivajo v Hudsonov zaliv, so s porečjem Mackenziejeve reke povezana preko jezera Wollaston, iz katerega izhaja tudi reka Fond du Lac, ki se izliva v jezero Athabasca.
Za vzhodne predele porečja Mackenziejeve reke je značilna krajina tajge, ki je posejana s številnimi večjimi in manjšimi jezeri. Nekatera jezera na tem območju štejejo med največja na severnoameriški celini. Največje jezero znotraj porečja Mackenziejeve reke je Veliko medvedje jezero s površino 31.328 km², pri čemer gre za četrto največje jezero v Severni Ameriki in največje jezero, ki je povsem znotraj meja Kanade. Veliko suženjsko jezero je s površino 28.568 km² nekoliko manjše. Kljub temu je globoko tudi do 600 metrov, kar je približno 200 metrov več v primerjavi z največjo globino Velikega medvedjega jezera. Tretje veliko jezero znotraj porečja Mackenziejeve reke je Athabasca, ki ima površino 7.936 km² in največjo globino 124 metrov. Poleg teh treh velikih jezer obstaja še šest jezer, katerih površina preseže 1000 km², vključno z akumulacijskim jezerom Williston na reki Peace, ki je drugo največje umetno jezero v Severni Ameriki.

### Lastnosti vodotoka
Mackenziejeva reka v vsakem letu v Beaufortovo morje prispeva okrog 325 kubičnih kilometrov vode, kar je približno 11 odstotkov vsega letnega rečnega izliva v Arktični ocean. Reka je v večjem delu leta poledenela. V višjih delih glavne struge tajanje ledu poteka v prvi polovici maja, v nižjih pa proti koncu maja in v začetku junija. Tajanje ledu v pritokih se začne zgodnejše, v reki Liard lahko že konec aprila, kar prispeva h kopičenju plavajočega ledu ob ustjih v glavno strugo. Osrednji predeli velikih jezer so lahko poledeneli do sredine junija, kar se pogosto zgodi na Velikem suženjskem jezeru, ki je povsem brez ledu le štiri mesece v letu. Mackenziejeva reka na severu poledeni proti koncu oktobra, v južnejših predelih pa v novembru. Mešanje velikih količin mrzle slane vode in razmeroma tople sladke vode znotraj Mackenziejeve delte ima pomembno vlogo v stabilizaciji podnebja na širšem geografskem območju.
Pretok vode pred izlivom Mackenziejeve reke v Beaufortovo morje znaša v povprečju 9910 m³/s. Gre za drugi največji pretok vode v neki kanadski reki, po Reki svetega Lovrenca, in štirinajsti največji pretok vode med vsemi svetovnimi rekami. Približno 60 odstotkov vode se v glavno strugo Mackenziejeve reke izliva iz pritokov na zahodu njenega porečja, kjer je večinoma gorata krajina, ki vključuje Skalnato, Selwynovo in Mackenziejevo gorovje. V teh gorovjih izvirata reki Peace in Liard, ki s svojima porečjema prispevata 23 oziroma 27 odstotkov vode v glavni strugi Mackenziejeve reke. Vzhodni predeli porečja Mackenziejeve reke so večinoma prekriti z mokrišči in jezeri ter tamkajšnji pritoki v glavno strugo prispevajo le približno 25 odstotkov vode. Različen obseg izliva je najbolj očiten spomladi, ko je pretok vode najvišji. V zahodnih pritokih v tem letnem času pride do rasti vodostaja zaradi tajanja snega in ledu, medtem ko v vzhodnih predelih porečja z mokrišči in jezeri pride do upočasnjevanja izliva. V južnih predelih porečja, kjer se reka Peace izliva v jezero Athabasca, pride do upočasnjevanja izliva zaradi notranje delte. Vodostaj jezera Athabasca v tem času narašča, saj se voda lahko izliva šele po upadu vodostaja v pritokih. Merjenje pretoka vode opravljajo naprave, ki so postavljene na različnih točkah ob glavni strugi Mackenziejeve reke. Povprečen pretok vode ob izlivu iz Velikega suženjskega jezera znaša 4269 m³/s. Pri naselju Fort Simpson, nižje od ustja reke Liard, je 6769 m³/s, pri mestu Norman Wells znaša 8446 m³/s, pri ustju reke Arctic Red pa 8926 m³/s.

### Pritoki in manjša porečja
Nizvodno se v glavno strugo Mackenziejeve reke s svojimi porečji izlivajo naslednje reke:
- Liard – dolžina 1115 kilometrov, površina porečja 277.100 km²[2]
- North Nahanni – dolžina 200 kilometrov
- Root – dolžina 220 kilometrov
- Redstone – dolžina 289 kilometrov, površina porečja 16.400 km²
- Keele – dolžina 410 kilometrov, površina porečja 19.000 km²
- Velika medvedja reka (angleško Great Bear River) – dolžina 113 kilometrov, površina porečja 60.425 km²
- Mountain – dolžina 370 kilometrov, površina porečja 13.500 km²
- Arctic Red – dolžina 499 kilometrov, površina porečja 23.200 km²[2]
- Peel – dolžina 684 kilometrov, vključno z reko Ogilvie, površina porečja 73.600 km²[2]

Glavna struga Mackenziejeve reke izvira iz Velikega suženjskega jezera. Med glavne reke, ki se neposredno izlivajo v Veliko suženjsko jezero štejejo Hay (dolžina 702 kilometra, površina porečja 48.200 km²), Suženjska reka (angleško Slave River, dolžina 415 kilometrov, površina porečja 616.400 km²) in Taltson (dolžina 500 kilometrov, površina porečja 60.000 km²).

## Okolje
Porečje Mackenziejeve reke velja za enega največjih in najbolj ohranjenih ekosistemov v Severni Ameriki, zlasti v severnih predelih te celine. Približno 63 odstotkov oziroma 1.137.000 km² površine porečja je prekrito z gozdovi. Večinoma gre za območje tajge. Z mokrišči je prekrito približno 18 odstotkov oziroma 324.900 km² površine porečja. Približno 93 odstotkov gozdnatega sveta znotraj porečja predstavljajo nedotaknjeni pragozdovi.
V južnih predelih porečja je zaradi človeške dejavnosti prišlo do slabšanja kakovosti vode, zlasti zaradi črpanja nafte. Severni predeli porečja so večinoma ogroženi zaradi podnebnih sprememb, ki prispevajo k tajanju permafrosta in s tem povezani destabilizaciji tal zaradi erozije.
Gozdovi tajge so večinoma sestavljeni iz več vrst borovcev, smrek in topolov. V severnih predelih porečja rastejo le nizka drevesa, večinoma nekaj vrst vrb in pritlikava breza, obstajajo pa tudi razsežna šotišča oziroma mokrišča z nizkimi grmi in travami. Južno od Velikega suženjskega jezera je rastlinstvo bolj bujno, z gozdovi zmernega in alpskega podnebja, prerijo ter rodovitnimi poplavnimi ravnicami z obrežnimi pasovi.
V porečju Mackenziejeve reke je bilo najdenih 53 vrst rib, med katerimi ni nobene endemične. Ribji svet je primerljiv s tistim, ki obstaja znotraj porečja Misisipija, kar je sprožilo tudi domnevanja, da sta bili obe porečji v času ledenih dob povezani preko številnih jezer in strug tekoče vode, s čimer sta bili omogočeni selitve in razmnoževanje rib. Med pogoste ribje vrste v porečju Mackenziejeve reke štejejo ščuke, ozimice in več vrst majhnih rib. Ribe v južnih predelih porečja so genetično izolirane od tistih, ki živijo v njegovih severnih predelih, kar je posledica številnih brzic Suženjske reke, ki ribam iz severnih predelov porečja onemogočajo selitve vzvodno oziroma proti jugu.
Mackenziejeva delta je pomembno gnezdišče in počivališče za ptice selivke. Enak pomen imata tudi dve notranji delti Suženjske reke ter rek Peace in Athabasca. Slednja leži na stičišču štirih glavnih severnoameriških zračnih poti ptic selivk. V drugi polovici 20. stoletja se je na tem območju v pomladanskem času zbiralo več kot 400.000 osebkov različnih ptic, v jesenskem času pa jih je bilo tudi do enega milijona. Dokazana je bila prisotnost približno 215 vrst ptic, vključno s kričavim žerjavom (Grus americana), sokolom selcem (Falco peregrinus) in beloglavim jezercem (Haliaeetus leucocephalus). Gradnja jezu na reki Peace je po 60. letih 20. stoletja povzročila zmanjšanje sprememb vodostaja v času sprememb letnih časov, kar je zmanjšalo število ptic in škodilo ekosistemu.
Na celotnem območju porečja Mackenziejeve reke so razširjeni bobri, losi, minki in pižmovke. V zalivu Beaufortovega morja pri Mackenziejevi delti mladiče povržejo beluge.